# Juan Federico Ward
Juan Federico Adrián Ward Johnson fue un hacendado y político peruano. Fue senador por Tacna, tanto titular como suplente, entre 1899 y 1918.
Nació en Arequipa en 1862. Sus padres fueron el también político y hacendado Adrián Ward y María Julia Rosa Johnson Ureta. Desde 1883, luego de finalizada la guerra con Chile adquirió la Hacienda Camilaca (en el actual distrito de Camilaca en la provincia de Candarave) en proporción mayoritaria (76%) junto con Luis de la Jara Ureta. En 1934, Ward transfirió este fundo a la sociedad Lévano y MacLean.
Fue elegido senador suplente por el departamento de Tacna en 1899 manteniendo dicho cargo hasta 1904 con la sola excepción de 1903 cuando ejerció el cargo titular. A partir de 1905 ocupó el cargo como titular hasta 1918 con la excepción de los años 1906, 1907 y 1910. Muchos de esos períodos los compartió con su padre Adrián Ward quien también fue elegido varias veces como senador por Tacna. 